# Bahnrad-Weltcup 1998
Der UCI-Bahnrad-Weltcup 1998 war ein Radsportwettbewerb im Bahnradsport, der aus mehreren Läufen bestand und zwischen dem 21. Mai und dem 6. September 1998 ausgetragen wurde.

## Resultate

### Männer
| Disziplin                              | Sieger                                                                      | Zweiter                                                                             | Dritter                                                                  |
| Cali, Kolumbien – 22. bis 24. Mai      | Cali, Kolumbien – 22. bis 24. Mai                                           | Cali, Kolumbien – 22. bis 24. Mai                                                   | Cali, Kolumbien – 22. bis 24. Mai                                        |
| -------------------------------------- | --------------------------------------------------------------------------- | ----------------------------------------------------------------------------------- | ------------------------------------------------------------------------ |
| Einerverfolgung                        | Luke Roberts                                                                | Stefan Steinweg                                                                     | Robert Karsnicki                                                         |
| 1000-Meter-Zeitfahren                  | Stefan Nimke                                                                | José Antonio Escuredo                                                               | Dimitris Georgalis                                                       |
| Mannschaftsverfolgung                  | Frankreich Fabien Merciris Damien Pommereau Jérôme Neuville Andy Flickinger | Argentinien Gustavo Artacho Gonzalo Garcia Walter Pérez Edgardo Simón               | Spanien Adolfo Alperi Cristobal Forcadell Isaac Gálvez Ivan Herrero      |
| Sprint                                 | Arnaud Tournant                                                             | Marty Nothstein                                                                     | Laurent Gané                                                             |
| Punktefahren                           | Joan Llaneras                                                               | Jean-Michel Tessier                                                                 | Andrei Minaschkin                                                        |
| Teamsprint                             | Frankreich Arnaud Tournant Laurent Gané Damien Gerard                       | Deutschland Jens Fiedler Stefan Nimke Jan van Eijden                                | Griechenland Georgios Chimonetos Dimitris Georgalis Lambros Vasilopoulos |
| Zweier-Mannschaftsfahren               | Argentinien Gabriel Curuchet Juan Esteban Curuchet                          | Spanien Isaac Gálvez Joan Llaneras                                                  | Deutschland Stefan Steinweg Mario Vonhof                                 |
| Keirin                                 | Deutschland Jens Fiedler                                                    | Laurent Gané                                                                        | Marty Nothstein                                                          |
| Victoria, Kanada – 29. bis 31. Mai     |                                                                             |                                                                                     |                                                                          |
| Einerverfolgung                        | Deutschland Stefan Steinweg                                                 | Michael Sandstød                                                                    | Brett Lancaster                                                          |
| 1000-Meter-Zeitfahren                  | Erin Hartwell                                                               | Frédéric Lancien                                                                    | Stefan Nimke                                                             |
| Mannschaftsverfolgung                  | Australien Brett Lancaster Timothy Lyons Luke Roberts Michael Rogers        | Neuseeland Gary Anderson Brendon Cameron Timothy Carswell Lee Vertongen             | Dänemark Tayeb Braikia Jimmi Madsen Jakob Piil Michael Sandstød          |
| Sprint                                 | Frédéric Magné                                                              | Jan van Eijden                                                                      | Jens Fiedler                                                             |
| Punktefahren                           | Brian Walton                                                                | Jimmi Madsen                                                                        | Pavel Khamidouline                                                       |
| Teamsprint                             | Polen Marcin Mientki Grzegorz Krejner Grzegorz Trebski                      | Vereinigte Staaten Sky Christopherson Marty Nothstein Erin Hartwell                 | Deutschland Jens Fiedler Sören Lausberg Eyk Pokorny                      |
| Zweier-Mannschaftsfahren               | Australien Luke Roberts Michael Rogers                                      | Spanien Isaac Gálvez Joan Llaneras                                                  | Dänemark Tayeb Braikia Jakob Piil                                        |
| Keirin                                 | Frédéric Magné                                                              | Marty Nothstein                                                                     | Jan van Eijden                                                           |
| Berlin, Deutschland – 12. bis 14. Juni |                                                                             |                                                                                     |                                                                          |
| Einerverfolgung                        | Robert Bartko                                                               | Serhij Matwjejew                                                                    | Antonio Taul                                                             |
| 1000-Meter-Zeitfahren                  | Arnaud Tournant                                                             | Sören Lausberg                                                                      | Grzgorz Krenjene                                                         |
| Mannschaftsverfolgung                  | Deutschland Guido Fulst Daniel Becke Christian Lademann Robert Bartko       | Ukraine Oleksandr Fedenko Sergei Chenyavski Serhij Matwjejew Oleksandr Symonenko    | Russland Anton Chantyr Eduard Grizun Nikolai Kusnezow Alexei Markow      |
| Sprint                                 | Florian Rousseau                                                            | Frédéric Magné                                                                      | Viesturs Bērziņš                                                         |
| Punktefahren                           | Michael Sandstød                                                            | Rob Hayles                                                                          | Philippe Ermanault                                                       |
| Teamsprint                             | Deutschland Jens Fiedler Sören Lausberg Eyk Pokorny                         | Frankreich Frédéric Magné Florian Rousseau Arnaud Tournant                          | Polen Marcin Mientki Grzegorz Krejner Grezgorz Trebski                   |
| Zweier-Mannschaftsfahren               | Italien Silvio Martinello Andrea Collinelli                                 | Belgien Etienne De Wilde Matthew Gilmore                                            | Deutschland Guido Furst Stefan Steinweg                                  |
| Keirin                                 | Deutschland Jens Fiedler                                                    | Darryn Hill                                                                         | John González                                                            |
| Hyères, Frankreich – 19. bis. 21. Juni |                                                                             |                                                                                     |                                                                          |
| Einerverfolgung                        | Jens Lehmann                                                                | Andrea Collinelli                                                                   | Alexei Markow                                                            |
| 1000-Meter-Zeitfahren                  | Hervé Thuet                                                                 | Narihiro Inamura                                                                    | Craig MacLean                                                            |
| Mannschaftsverfolgung                  | Italien Andrea Collinelli Mario Benetton Adler Capelli Cristiano Citton     | Ukraine Ruslan Pidhornyj Oleksandr Symonenko Serhij Matwjejew Serhij Tschernjawskyj | Russland Anton Chantyr Edouard Gritsoun Nikolai Kusnezow Alexei Markow   |
| Sprint                                 | Laurent Gané                                                                | Sean Eadie                                                                          | Eyk Pokorny                                                              |
| Punktefahren                           | Michael Sandstød                                                            | Silvio Martinello                                                                   | Bruno Risi                                                               |
| Teamsprint                             | Frankreich Hervé Thuet Laurent Gané Vincent Le Quellec                      | Griechenland Georgios Chimonetos Dimitris Georgalis Lambros Vasilopoulos            | Vereinigtes Königreich Craig Percival Chris Hoy Craig MacLean            |
| Zweier-Mannschaftsfahren               | Italien Silvio Martinello Marco Villa                                       | Belgien Etienne De Wilde Matthew Gilmore                                            | Schweiz Bruno Risi Kurt Betschart                                        |
| Keirin                                 | Roberto Chiappa                                                             | Eyk Pokorny                                                                         | Viesturs Bērziņš                                                         |

### Frauen
| Disziplin                              | Siegerin                          | Zweite                            | Dritte                            |
| Cali, Kolumbien – 22. bis 24. Mai      | Cali, Kolumbien – 22. bis 24. Mai | Cali, Kolumbien – 22. bis 24. Mai | Cali, Kolumbien – 22. bis 24. Mai |
| -------------------------------------- | --------------------------------- | --------------------------------- | --------------------------------- |
| Einerverfolgung                        | Antonella Bellutti                | Rasa Mazeikyte                    | Erin Mirabella                    |
| 500-Meter-Zeitfahren                   | Magali Faure                      | Michelle Ferris                   | Galina Jenjuchina                 |
| Sprint                                 | Magali Faure                      | Michelle Ferris                   | Jennie Reed                       |
| Punktefahren                           | Antonella Bellutti                | Erin Mirabella                    | Rawea Greenwood                   |
| Victoria, Kanada – 29. bis 31. Mai     |                                   |                                   |                                   |
| Einerverfolgung                        | Lucy Tyler-Sharman                | Swetlana Samochwalowa             | Erin Mirabella                    |
| 500-Meter-Zeitfahren                   | Magali Faure                      | Michelle Ferris                   | Galina Jenjuchina                 |
| Sprint                                 | Magali Faure                      | Michelle Ferris                   | Jennie Reed                       |
| Punktefahren                           | Lucy Tyler-Sharman                | Olga Sljussarewa                  | Rawea Greenwood                   |
| Berlin, Deutschland – 12. bis 14. Juni |                                   |                                   |                                   |
| Einerverfolgung                        | Lucy Tyler-Sharman                | Natalja Karimowa                  | Judith Arndt                      |
| 500-Meter-Zeitfahren                   | Félicia Ballanger                 | Kathrin Freitag                   | Jiang Cuihua                      |
| Sprint                                 | Félicia Ballanger                 | Michelle Ferris                   | Olga Grischina                    |
| Points race                            | Judith Arndt                      | Antonella Bellutti                | Lucy Tyler-Sharman                |
| Hyères, Frankreich – 19. bis 21. Juni  |                                   |                                   |                                   |
| Einerverfolgung                        | Rasa Mazeikyte                    | Yvonne McGregor                   | Leontien Zijlaard-van Moorsel     |
| 500-Meter-Zeitfahren                   | Félicia Ballanger                 | Jiang Cuihua                      | Iryna Janowytsch                  |
| Sprint                                 | Félicia Ballanger                 | Ulrike Weichelt                   | Olga Grischina                    |
| Punktefahren                           | Natalja Karimowa                  | Alayna Burns                      | Karen Dunne                       |